# Loxosomatoides laevis
Loxosomatoides laevis is een soort in de taxonomische indeling van de kelkwormen (Entoprocta). De worm behoort tot het geslacht Loxosomatoides en behoort tot de familie Pedicellinidae. De wetenschappelijke naam van de soort werd in 1915 voor het eerst geldig gepubliceerd door Annandale.

## Verspreiding
Loxosomatoides laevis is een kelkworm. Kelkwormen zijn koloniale dieren die bestaan uit vele zoïden die met elkaar zijn verbonden door een stoloon. Kolonies van L. laevis bestaan uit een dikke laag van zoïden, die zich over een substraat uitspreiden. Het werd voor het eerst beschreven vanuit het Chilkameer, een monding van de Golf van Bengalen (India) in 1915 en wordt verondersteld inheems te zijn in de Indo-Pacific. De enige bekende geïntroduceerde populatie komt uit Chesapeake Bay, waar het een overvloedig maar gemakkelijk over het hoofd gezien aangroeiorganisme is. Het wordt meestal gevonden in estuaria, vaak in brakke wateren.